# Great Dunmow
Great Dunmow är en stad och en civil parish i Uttlesford i Essex i England. Orten har 6 996 invånare.